# Coqueiros do Sul
Coqueiros do Sul là một đô thị thuộc bang Rio Grande do Sul, Brasil. Đô thị này có diện tích 275,549 km², dân số năm 2007 là 3106 người, mật độ 11,27 người/km².